# Atletica leggera alla V Universiade
Le gare di atletica leggera alla V Universiade si sono svolte a Tokyo, in Giappone, dal 30 agosto al 4 settembre 1967.

## Risultati

### Uomini
| Specialità             | Oro                                                                   | Prestazione | Argento                                                             | Prestazione | Bronzo                                                      | Prestazione |
| 100 metri              | Gaoussou Koné                                                         | 10"4        | Tommie Smith                                                        | 10"5        | Ippolito Giani                                              | 10"7        |
| 200 metri              | Tommie Smith                                                          | 20"7        | Menzies Campbell                                                    | 21"2        | Ippolito Giani                                              | 21"3        |
| 400 metri              | Ingo Röper                                                            | 46"0        | Helmar Müller                                                       | 46"6        | Sergio Bello                                                | 46"7        |
| 800 metri              | Ralph Doubell                                                         | 1'46"7      | Franz-Josef Kemper                                                  | 1'46"7      | Bodo Tümmler                                                | 1'47"8      |
| 1 500 metri            | Bodo Tümmler                                                          | 3'43"4      | Dave Bailey                                                         | 3'43"5      | Gianni Del Buono                                            | 3'44"0      |
| 5 000 metri            | Keisuke Sawaki                                                        | 14'03"8     | Van Nelson                                                          | 14'05"4     | John Jackson                                                | 14'06"6     |
| 10 000 metri           | Keisuke Sawaki                                                        | 29'00"0     | Van Nelson                                                          | 29'00"6     | Lutz Philipp                                                | 29'21"4     |
| 110 metri ostacoli     | Eddy Ottoz                                                            | 13"9        | Ron Copeland                                                        | 14"0        | Pierre Schoebel                                             | 14"3        |
| 400 metri ostacoli     | Ron Whitney                                                           | 49"8        | John Sherwood                                                       | 50"2        | Kiyoo Yui                                                   | 51"2        |
| 3 000 metri siepi      | Jouko Kuha                                                            | 8'38"2      | John Jackson                                                        | 8'42"8      | Nobuyoshi Miura                                             | 8'52"2      |
| 4×100 metri            | Italia Vittorio Roscio Ennio Preatoni Ippolito Giani Livio Berruti    | 39"8        | Giappone Naoki Abe Junji Ishikawa Yosiyuki Moriya Shinji Ogura      | 40"2        | Regno Unito Bob Frith Menzies Campbell Mike Hauck Jim Barry | 40"3        |
| 4×400 metri            | Germania Ovest Werner Thiemann Rolf Krüsmann Helmar Müller Ingo Röper | 3'06"7      | Regno Unito Howard Davies Mike Hauck Menzies Campbell John Sherwood | 3'06"7      | Australia Ralph Doubell Peter Griffin Phil King Greg Lewis  | 3'08"4      |
| Salto in alto          | Miodrag Todosijevic                                                   | 2,05        | Hidehiko Tomizawa                                                   | 2,05        | Hiromasa Kinoshita                                          | 2,05        |
| Salto con l'asta       | Heinfried Engel                                                       | 5,00        | Bob Seagren                                                         | 4,80        | Alain Moreaux                                               | 4,80        |
| Salto in lungo         | Naoki Abe                                                             | 7,71        | Graham Taylor                                                       | 7,65        | Pertti Pousi                                                | 7,57        |
| Salto triplo           | Michael Sauer                                                         | 16,07       | Pertti Pousi                                                        | 15,94       | Giuseppe Gentile                                            | 15,84       |
| Getto del peso         | Neal Steinhauer                                                       | 19,19       | Traugott Glöckler                                                   | 18,59       | Antero Juntto                                               | 17,24       |
| Lancio del disco       | Gary Carlsen                                                          | 59,84       | Hein-Direck Neu                                                     | 55,34       | Neal Steinhauer                                             | 53,16       |
| Lancio del martello    | Yoshihisa Ishida                                                      | 64,94       | Heiner Liewald                                                      | 62,18       | Shigenobu Murofushi                                         | 61,76       |
| Lancio del giavellotto | Dave Travis                                                           | 76,64       | Michel Pougheon                                                     | 70,34       | Hisao Yamamoto                                              | 67,72       |
| Decathlon              | Hans-Joachim Walde                                                    | 7819        | Jörg Mattheis                                                       | 7486        | Bernard Castang                                             | 7444        |

### Donne
| Specialità             | Oro                                                                           | Prestazione | Argento                                                             | Prestazione | Bronzo                                                                                 | Prestazione |
| 100 metri              | Barbara Ferrell                                                               | 11"6        | Gabrielle Meyer                                                     | 11"7        | Gerlind Beyrichen                                                                      | 12"1        |
| 200 metri              | Gabrielle Meyer                                                               | 23"8        | Barbara Ferrell                                                     | 23"9        | Jannette Champion                                                                      | 24"7        |
| 400 metri              | Elisabeth Östberg                                                             | 55"4        | Gabriele Grossekettler                                              | 56"0        | Biruta Vilmanis                                                                        | 56"5        |
| 800 metri              | Madeline Manning                                                              | 2'06"8      | Abby Hoffman                                                        | 2'08"5      | Elisabeth Östberg                                                                      | 2'08"9      |
| 80 metri ostacoli      | Françoise Masse                                                               | 11"3        | Sheila Garnett                                                      | 11"3        | Ayako Natsume                                                                          | 11"3        |
| 4×100 metri            | Francia Anne-Marie Grosse Françoise Masse Michèle Alayrangues Gabrielle Meyer | 46"5        | Giappone Miho Sato Ritsuko Sukegawa Miyoko Tsujishita Ayoko Natsume | 46"5        | Germania Ovest Bärbel Palmi Marlies Fünfstück Gabriele Großekettler Gerlinde Beyrichen | 46"8        |
| Salto in alto          | Mami Takeda                                                                   | 1,68        | Linda Knowles                                                       | 1,68        | Liese Prokop                                                                           | 1,68        |
| Salto in lungo         | Sheila Parkin                                                                 | 6,32        | Bärbel Palmié                                                       | 6,17        | Anne-Marie Grosse                                                                      | 5,96        |
| Getto del peso         | Liesel Westermann                                                             | 15,30       | Ryoko Sugiyama                                                      | 15,04       | Brigitte Berendonk                                                                     | 14,36       |
| Lancio del disco       | Liesel Westermann                                                             | 59,22       | Brigitte Berendonk                                                  | 53,16       | Iris Malnig                                                                            | 46,16       |
| Lancio del giavellotto | RaNae Bair                                                                    | 52,98       | Sakiko Hara                                                         | 48,38       | Michèle Demys                                                                          | 48,20       |
| Pentathlon             | Liese Prokop                                                                  | 4465        | Michiko Okamoto                                                     | 4355        | Pirkko Heikkilä                                                                        | 4274        |

## Medagliere
| #      | Nazione        | Oro | Argento | Bronzo | Totale |
| ------ | -------------- | --- | ------- | ------ | ------ |
| 1      | Germania Ovest | 8   | 9       | 5      | 22     |
| 2      | Stati Uniti    | 7   | 6       | 1      | 14     |
| 3      | Giappone       | 5   | 6       | 6      | 17     |
| 4      | Francia        | 3   | 2       | 5      | 10     |
| 5      | Regno Unito    | 2   | 6       | 3      | 11     |
| 6      | Italia         | 2   | 0       | 5      | 7      |
| 7      | Finlandia      | 1   | 1       | 3      | 5      |
| 8      | Australia      | 1   | 1       | 2      | 4      |
| 9      | Austria        | 1   | 0       | 2      | 3      |
| 10     | Svezia         | 1   | 0       | 1      | 2      |
| 11     | Costa d'Avorio | 1   | 0       | 0      | 1      |
| 11     | Jugoslavia     | 1   | 0       | 0      | 1      |
| 13     | Canada         | 0   | 2       | 0      | 2      |
| Totale | Totale         | 33  | 33      | 99     |        |